# Грачёв (овраг)
Грачев — овраг в Саратовской области России. По ложу протекает сезонный водоток, устье которого находится в 4,1 км по правому берегу реки Избуха. Длина оврага составляет 23 км, площадь водосборного бассейна 147 км². Координаты: 51°20′28″ с. ш. 44°40′17″ в. д.

## Данные водного реестра
По данным государственного водного реестра России относится к Донскому бассейновому округу, водохозяйственный участок реки — Медведица от истока до впадения реки Терса, речной подбассейн реки — Дон между впадением Хопра и Северского Донца. Речной бассейн реки — Дон (российская часть бассейна).
Код объекта в государственном водном реестре — 05010300112107000008375.